# Ludwig Bergsträsser

Ludwig Bergsträsser

Ludwig Bergsträsser (* 23. Februar 1883 in Altkirch im Elsass; † 23. März 1960 in Darmstadt) war ein deutscher Politiker (DDP, später SPD), Historiker, Politikwissenschaftler und Archivar. Vom 14. April 1945 bis zum 12. Oktober 1945 war er Regierungschef der „deutschen Regierung des Landes Hessen“.

## Leben und Beruf
Ludwig Bergsträsser war der Sohn eines Amtsrichters und evangelischen Glaubens. Nach dem Besuch der Volksschule in Kaysersberg wechselte er auf das Gymnasium in Colmar, wo er das Abitur ablegte. Anschließend studierte er ab 1902 Geschichte, Staatsrecht und Nationalökonomie in Heidelberg, München, Leipzig und Paris. 1906 wurde er in Heidelberg zum Doktor der Philosophie promoviert. 1910 folgte die Habilitation mit der Venia legendi für das Fach Geschichte in Greifswald. Anschließend war er als Privatdozent an der Universität Greifswald tätig, wo er 1916 außerordentlicher Professor für Neuere Geschichte wurde. 1918 habilitierte er sich an die Universität Berlin um. Von 1920 bis 1933 war Bergsträsser Archivar in der Forschungsabteilung des Reichsarchivs Potsdam und von 1923 bis 1928 zugleich nichtbeamteter außerordentlicher Professor an der Technischen Hochschule Berlin.
1928 erhielt Bergsträsser den Auftrag, die Geschichte der Frankfurter Nationalversammlung zu schreiben, und wurde dazu am 23. April 1928 an die Frankfurter Außenstelle des Reichsarchivs versetzt. In Frankfurt habilitierte er sich an der Universität Frankfurt ein weiteres Mal und wurde nichtbeamteter außerordentlicher (ao.) Professor für Innere Politik an der Universität.  
Am 30. Juni 1933 wurde Bergsträsser aufgrund der Bestimmungen des Berufsbeamtengesetzes als Oberarchivrat entlassen. Zum 21. März 1934 wurde ihm auch die Lehrbefugnis an der Universität entzogen.
Nach seiner Entlassung lebte Bergsträsser als freier Wissenschaftler und Publizist in Darmstadt. Das dortige Zigarrengeschäft von Christian Stock war ein Treffpunkt der Widersacher der Nationalsozialisten und des NS-Staates. Von 1935 bis 1939 arbeitete er illegal mit einer sozialdemokratischen Emigrantengruppe im Elsass zusammen und engagierte sich dann in der Widerstandsgruppe um Wilhelm Leuschner. Im Rahmen der Aktion Gitter wurde er 1944 von der Gestapo verhört, blieb aber auf freiem Fuß. 
1945 wurde Bergsträsser Honorarprofessor für Politik in Frankfurt, 1950 an der Universität Bonn. Von 1946 bis 1951 hatte er einen Lehrauftrag für Staatsbürgerkunde an der Technischen Hochschule Darmstadt. 
Seine Kinder waren der Galerist und Buchhändler Ludwig A. Bergsträsser und die Kunsthistorikerin Gisela Bergsträsser. Ludwig Bergsträsser wurde auf dem Alten Friedhof in Darmstadt bestattet (Grabstelle: III Mauer 162).

## Partei
Bereits 1906 war Bergsträsser an der Gründung des Nationalvereins für das liberale Deutschland beteiligt. Ab 1919 war er Mitglied der DDP, wo er zusammen mit Anton Erkelenz den Arbeitnehmerflügel leitete. 1930 wechselte er zur SPD, weil er wie viele Vertreter des Arbeitnehmerflügels nicht mit der Gründung der Deutschen Staatspartei und ihrer Bündnispolitik einverstanden war.
Ab 1. Juli 1919 war Bergsträsser gemeinsam mit Hermann Kalkoff Ko-Herausgeber der DDP-nahen Wochenschrift Das demokratische Deutschland, in der vor allem DDP-Politiker und sympathisierende Journalisten und Sachexperten veröffentlichten. Bergsträsser und Kalkoff überführten die Publikation in den DDP-eigenen Demokratischen Verlag in Berlin. Vom selben Tag an übernahm Bergsträsser selbst von Hugo Frenz die Redaktion der Zeitschrift, gab sie aber im August 1920 an den Journalisten Richard May wieder ab. Zum 1. Juli 1921, an dem der Verlag der Zeitschrift  zum Phönix-Verlag Hamburg wechselte, gab Bergsträsser die Herausgeberschaft auf.

## Abgeordneter
Von den Maiwahlen 1924 bis 1928 war Bergsträsser Mitglied des Reichstags.
Bergsträsser war von 1946 bis 1949 Landtagsabgeordneter in Hessen. 1948/49 war er einflussreiches Mitglied des Parlamentarischen Rates, der das Grundgesetz für die Bundesrepublik Deutschland ausarbeitete. So war Bergsträsser wesentlicher Akteur im Grundsatzausschuss und dort als Berichterstatter maßgeblich an der Formulierung der Grundrechte im Grundgesetz beteiligt. Dem Deutschen Bundestag gehörte er in der ersten Wahlperiode (1949–1953) als Abgeordneter für den Wahlkreis Groß-Gerau an. Er war damals Vorsitzender des Bundestagsausschusses für Büchereiwesen.

## Öffentliche Ämter
Am 14. April 1945 übernahm Bergsträsser von der US-Militärregierung den Auftrag, eine überregionale Verwaltung aufzubauen als Vorsitzender (ab 8. Mai 1945 Präsident) einer zu errichtenden „Deutschen Regierung“ mit Sitz in Darmstadt. Seine Befugnisse wurden bis Anfang August 1945 vollständig auf die Gebiete der früheren Provinz Starkenburg und der Provinz Oberhessen des Volksstaates Hessen ausgeweitet und seine Administration in „Deutsche Regierung des Landes Hessen“ umbenannt, womit Hessen in den Grenzen des früheren Volksstaates gemeint war.
Nach der Gründung von Groß-Hessen durch die Proklamation Nr. 2 der amerikanischen Militärregierung am 19. September 1945 endete Bergsträssers Amtszeit als Regierungschef am 12. Oktober 1945. Ihm folgte am 14. Oktober 1945 Karl Geiler als Ministerpräsident von Groß-Hessen. Die bisherige Darmstädter „Deutsche Regierung“ wurde am 4. November 1945 in „Regierungspräsident Hessen“, am 21. Januar 1946 schließlich in „Regierungspräsident Darmstadt“ umbenannt. Damit ging der Volksstaat Hessen mit seinen rechtsrheinischen Gebieten als Regierungsbezirk Darmstadt in dem neuen Land auf. Bergsträsser blieb Regierungspräsident bis 1948.

## Ehrungen
- 1950: Mitglied der Deutschen Akademie für Sprache und Dichtung
- 1953: Großes Verdienstkreuz der Bundesrepublik Deutschland
- Er ist Namensgeber für den „Ludwig Bergsträßer Preis“, den die Entega-Stiftung alle zwei Jahre verleiht.[2]

## Schriften
- Geschichte der politischen Parteien in Deutschland, München 1921.
- Frankreich wie es wirklich ist in Hochland Jg. 36 (1936/37) Heft 11, S. 431–434.
- Die Problematik des deutschen Parlamentarismus, München 1950.
- Die Entwicklung des Parlamentarismus in Deutschland, Laupheim 1954.
- Befreiung, Besatzung, Neubeginn – Tagebuch des Darmstädter Regierungspräsidenten 1945–1948, München 1987.